# Sphaerocephalum chabaudi
Sphaerocephalum chabaudi är en rundmaskart som beskrevs av John Inglis 1962. Sphaerocephalum chabaudi ingår i släktet Sphaerocephalum och familjen Linhomoeidae. Inga underarter finns listade i Catalogue of Life.